# شوبكينز الصغيرة الحقيقية
شوبكينز هي مجموعة من الألعاب الصغيرة القابلة للتحصيل من إنتاج شركة مووس تويز. مستوحاة من منتجات متاجر البقالة تتميز كل شخصية شوبكينز بلاستيكية بوجه مميز واسم فريد. كما تتميز بلمسات نهائية مميزة كالشفافة واللامعة والإسفنجية. كما توسعت هذه الألعاب القابلة للتحصيل (والتي تُصنف إلى: عادية ونادرة ونادرة جدًا وإصدارات خاصة وإصدارات محدودة وحصرية) لتشمل الملابس وبطاقات التداول وغيرها من المنتجات ذات الصلة.
بدأ خط إنتاج الألعاب عام 2014. وبحلول عام 2025 سيكون هناك سبعة عشر موسمًا من الألعاب. كما توجد مسلسلات تُمثل الأعياد مثل الهالوين وعيد الفصح وعيد الميلاد. وتوجد أيضًا منتجات فرعية مثل خط إنتاج دمى كيندي كيدز الذي صدر في أغسطس 2019.

## التاريخ
صُممت وطوَّرت دمى شوبكينز بواسطة شركة مووس تويز في ملبورن في أبريل 2013. يُنسب بول سولومون الرئيس المشارك فكرة شوبكينز إلى والدته جاكي توبياس مديرة منتجات الفتيات. حيث حققت مووس تويز نجاح كبير بفضل خط إنتاجها من دمى تراش باك القابلة للتحصيل والموجهة للأولاد لكنها لم تجد سوقًا للفتيات. صُنعت شوبكينز في البداية كمنتج مشابه للفتيات ومع ذلك فهي تجذب الأطفال عمومًا.
أدى نجاح سلسلة ألعاب شوبكينز لاحقًا إلى ظهور أنواع مختلفة من البضائع الرسمية والتطبيقات وثلاثة أفلام وموسيقى ومنتجات فرعية. بالإضافة إلى ذلك عُرضت شوبكينز في مزاد على موقع إيباي ومجموعات حصرية من معرض سان دييغو كوميك كون وغيرها.

## ألعاب شوبكينز

### الشخصيات
يبلغ ارتفاع مجسمات شوبكينز حوالي بوصة واحدة وعرضها 1/2 بوصة أي ما يعادل تقريبًا ربع دولار أمريكي. كل مجسم له وجه واسم وشخصيته الخاصة. توزع في عبوات ملونة زاهية بأحرف فقاعية. تعتمد شوبكينز على عناصر البقالة: على سبيل المثال هناك تفاحة حلوة تسمى أبل بلوسوم ولوح شوكولاتة يسمى تشيكي شوكلت وأحمر شفاه يسمى ليبي ليبس وكعكة رقائق الشوكولاتة تسمى كوكي كُكي. حيث يوجد المئات من شوبكينز في عالم شوبكينز. تنظم شوبكينز في فئات مثل الفواكه والخضروات والمخابز. ويمكن العثور عليها في مجموعة متنوعة من العبوات، العبوات 2 و5 و12 وميجا (20) هي الأكثر شهرة. ومع ذلك لفترة محدودة بيعت عبوات مكونة من 10 عبوات خلال الموسم الأول. وسيتقاعد الموسم التاسع عن العبوات المكونة من 5 عبوات إلى أجل غير مسمى في مكانها لحزم شوبيت. مع إطلاق الحزم الصغيرة في الموسم العاشر أُعيد تصميم الحزم 2 و12 وميجا إلى حزم 1 (تتكون من شوبكين واحد وحزمة صغيرة لشخصية كاملة) وحزم 8 (تتكون من ثماني شوبكين وثماني حزم صغيرة لثمانية شخصيات كاملة) وحزم متنوعة (12) (تتكون من 12 شوبكين و12 حزمة صغيرة لـ 12 شخصية كاملة) على التوالي. في الموسم الحادي عشر استُبدلت الحزم المتنوعة بحزم المرح العائلي (تتكون من عائلة من خمس شوبكين لحزمة صغيرة كبيرة وثماني شوبكين وحزم صغيرة أخرى لـ 22 عنصر إجمالاً). وبالنسبة لسلسلة "ريل ليتلز" ستعود الحزمتان (المكونتان من شخصيتي شوبكينز وحزمتين صغيرتين لشخصيتين كاملتين) إلى جانب حزم الثماني التي طُرحت في الموسم العاشر. وبعد طرحها في الموسم الثاني عشر ستبقى هذه الحزم للموسم الثالث عشر. أما في الموسم الرابع عشر فستعيد السلسلة طرح الحزم الضخمة (التي تتكون الآن من 13 شوبكينز و13 حزمة صغيرة لـ 13 شخصية كاملة). وستبقى هذه الحزم للمواسم 15 و16 و17.

### النوادر
تجمع شوبكينز وتقييمها بناءً على ندرتها. ويصنف موس درجات ندرة شوبكينز إلى: عادية (بيضاء وأرجوانية من الموسم الثاني عشر فصاعدًا) وحصرية (فيروزية) وإصدار محدود (ذهبي) ونادرة (خضراء) وإصدار خاص (أزرق) ونادرة جدًا (وردي). تتوفر شوبكينز الإصدار الخاص فقط في عبوات من 8 أو 12 شوبكينز.

### المواد
كانت المواد المستخدمة في صنع شوبكينز عبارة عن بلاستيك مطاطي جلبوه من الصين ومن الموسم العاشر فصاعدًا أصبح البلاستيك من فيتنام.

### المواسم
- الموسم الأول: صدر الموسم الأول من شوبكينز في يونيو 2014 وطُرح في متاجر التجزئة الكبرى. احتوى الموسم الأول على أكثر من 150 شخصية لجمعها جميعها مستوحاة من منتجات البقالة. تشمل بعض الفرق فرق الفواكه والخضروات والمخابز والحلويات وغيرها. تأتي شوبكينز ذات الإصدار المحدود بلمسة نهائية معدنية.

- الموسم الثاني: صدر الموسم الثاني من شوبكينز في ديسمبر 2014. وضمّ الموسم فرقًا جديدة منها قسم الأطفال وقسم الأدوات المنزلية وقسم التنظيف والغسيل وقسم الأحذية. وكانت نسخ شوبكينز المحدودة مزينة بالجواهر.

- الموسم الثالث: صدر الموسم الثالث من شوبكينز في يونيو 2015. أُضيفت إليه فرق القرطاسية والأطعمة العالمية والقبعات. كان الموسم الثالث أول موسم يحمل فيه شوبكينز الإصدار المحدود طابعه الخاص، وكان اسم الفريق "شوببكينز المجوهرات الرائعة".

- الموسم الرابع: صدر الموسم الرابع من شوبكينز في ديسمبر 2015. قدّم هذا الموسم شخصيات بيتكنز وهي شوبكينز بوجوه تشبه الحيوانات. ومن الفئات الجديدة الأخرى: وقت الحفلات ومتجر الحيوانات الأليفة والحديقة والإكسسوارات. أما شوبكينز الإصدار المحدود لهذا الموسم فكانت شوبكينز العطور الجميلة.

- الموسم الخامس: صدر الموسم الخامس في الأول من مايو 2016. تشمل الفئات الجديدة: السحر والتكنولوجيا والموسيقى والرياضة. شوبكينز الإصدار المحدود هي شوبكينز ألعاب صغيرة.

- الموسم السادس: صدر الموسم السادس المعروف أيضًا باسم "نادي الشيف" في أكتوبر 2016. بدلًا من وجود فرق محددة كانت شوبكينز مكونات غذائية لوصفات متنوعة أي أنها تنتمي إلى عدة وصفات في آن واحد حسب نوعها. شوبكينز الإصدار المحدود هي شوبكينز كيوتتنسلز وهي مبنية على أدوات مطبخ بدلًا من الطعام. الموسم السادس هو أول موسم يضم شوبكينز وهذا الموسم ضمن سلسلة نادي الشيف.

- الموسم السابع: صدر الموسم السابع المعروف أيضًا باسم "انضم إلى الحفلة" في 5 فبراير 2017. إصدار شوبكينز الخاص لهذا الموسم هو توبكنز والذي يُمكن تكديسه فوق بعضه البعض. كما أنه يأتي كهدايا بدلاً من كتب وصفات الطبخ. أما الإصدارات المحدودة لهذا الموسم فهي شوبكينز هوليوود.

- الموسم الثامن: أصدر الموسم الثامن المعروف أيضًا باسم وورلد فاكيشن في 1 يونيو 2017. قسم الموسم إلى ثلاث موجات لقاراته الثلاث على التوالي ويضم شوبكينز من جميع أنحاء العالم. الموجة الأولى من أوروبا أصدروها في 1 يونيو 2017 والتي تضم دول فرنسا والمملكة المتحدة وإيطاليا وألمانيا وإسبانيا. الموجة الثانية من آسيا وتضم دول الصين واليابان وأستراليا (مع أنها ليست دولة آسيوية) والهند. تتميز الموجة الثالثة بالأمريكتين والتي تضم كل من قارتي أمريكا الشمالية وأمريكا الجنوبية على التوالي وتضم دول كندا والولايات المتحدة والمكسيك والبرازيل ومع ذلك على عكس الموجتين الأوليين التي كان بها دولة واحدة بها ألترا ريرز أعطي موضوع مختلف لـألترا ريرز وهي جليمتاستيك هوليديز شوبكينز استنادًا إلى العديد من العطلات الموجودة في البلدان مثل عيد الحب وعيد الاستقلال على سبيل المثال. هذه المرة في هذا الموسم تأتي شوبكينز الآن في غرف الفنادق. إصدارات شوبكينز الخاصة في هذا الموسم هي باغ شارمز بينما الإصدارات المحدودة هي شيميرنغ سنو غلوبز شوبكينز.

- الموسم التاسع: أصدر الموسم التاسع المعروف أيضًا باسم وايلد ستايل في يناير 2018. حيث كان موضوع الموسم هو الحيوانات والتي تضمنت الكلاب والقطط والأرانب والنمور والأبقار والقرود والظربان والباندا ووحيد القرن. اعتبر الفرق في الموسم "قبائل" والتي احتوت كل منها على شوبكينز جديدة مع تشطيبات فريقها الخاصة والتي تضمنت أيضًا شوبكينز العائدة مثل أبل بلوسوم وكبكيك كوين. يمكن العثور عليها في كبسولات الحيوانات الأليفة. قدم الموسم أيضًا شوبتس وهي حيوانات غامضة مجسمة . خلال الموسم العاشر (الموسم التالي)، تم صنع موجة ثانية من شوبتس. كانت شوبيز في الموسم أيضًا شخصيات عائدة ولكن الآن بمواضيع حيوانية. تم إصدار شوبي جديدة لهذا الموسم ميستابيلا كإصدار محدود من شوبي. كانت هناك أيضًا مجموعات مجمعة من شوبيز وشوبتس متوفرة. الإصدارات المحدودة في هذا الموسم هي شيمري يونيكورن شوبكينز والتي تأتي بلمسة نهائية معدنية وموضوع وحيد القرن.

- الموسم العاشر: صدر الموسم العاشر المعروف أيضًا باسم "المجموعات الصغيرة" في يونيو 2018. في هذا الموسم أُعيد إصدار جميع شخصيات شوبكينز من المواسم 1 و2 و3 ولكن بألوانها الأصلية وألوان قزحيتها الملونة وجاءت في مجموعات صغيرة. كما جاء بعضها بلمسات نهائية جديدة بما في ذلك لمسة "البقع الساخنة" التي تضمنت شوبكينز عليها بقع. وكانت جميع الإصدارات المحدودة معدنية.

- الموسم الحادي عشر: صدر الموسم الحادي عشر المعروف أيضًا باسم "مجموعات العائلة الصغيرة" في يناير 2019. وكما هو الحال في الموسم السابق يأتي هذا الموسم أيضًا بمجموعات صغيرة خاصة به ولكنه الآن يضم شوبكينز كعائلات. يُعتبر كل فريق "عائلة" والتي تضم شوبكينز جديدة (تضم أبًا أو أمًا أو شقيقًا أو قريبًا) كما أصدر نوع جديد من شوبكينز يُسمى بيبيكن كشوبكنز أصغر حجمًا ليبدو كأطفال في العائلة. الإصدارات المحدودة هي شوبكينز عائلة بوبس آند سبايسز.

- الموسم 12: أصدر الموسم الثاني عشر المعروف أيضًا باسم ريل ليتلز في أغسطس 2019. تتميز العبوات الصغيرة بتصميم مستوحى من العلامات التجارية الحقيقية وخاصة من الأطعمة مثل بعض العلامات التجارية كلوكز وولشز والمزيد باستثناء الإصدارات الخاصة (وهي أحذية سكيتشرز شوبكينز).

- الموسم الثالث عشر: صدر الموسم الثالث عشر في يناير 2020. ولا يزال موضوع "الصغار الحقيقيون" مستمرًا ولكنه الآن يأتي بموضوع أطعمة متنوعة من ممر المُجمدات. هناك شوبكينز مستوحاة من عائلة علامات يونيليفر التجارية وإصدار خاص جديد من شوبكينز سلاش بابي وغيرها الكثير.

- الموسم الرابع عشر: صدر الموسم الرابع عشر في يوليو 2020. تميز هذا الموسم بحذف اسم "شوبكنز" من "ريل ليتلز" إلا أنه سيظل يُشار إليه بالموسم الرابع عشر على الغلاف. ففي هذا الموسم أُعيد إصدار بعض شخصيات "شوبكنز" من الموسمين 12 و13 (على غرار الموسم العاشر عندما أُعيد إصدار شخصيات "شوبكنز" من المواسم الثلاثة الأولى نفسها) ويحمل هذا الموسم طابع آلات البيع.

- الموسم الخامس عشر: بعد توقف دام أكثر من عام صدر الموسم الخامس عشر في أكتوبر 2021. وعند الكشف عنه ذُكر على الغلاف أن الموسم سيصدر على دفعات متعددة تُعرف باسم الإصدارات. تضمنت الدفعة الأولى من الموسم الخامس عشر بعض شخصيات شوبكينز من المواسم الثلاثة السابقة من مسلسل "ريل ليتلز" بالإضافة إلى شخصيات جديدة مُعاد تدويرها من تصميمات شخصيات موجودة بالفعل. كما صدر الإصدار الثاني من الموسم الخامس عشر في يناير 2022 وضم شخصيات جديدة كليًا. يتميز هذا الموسم بطابع "مايكرو مارت" ويضم إصدارًا خاصًا جديدًا من شوبكينز آيسيز.

- الموسم 16: أصدر الموسم السادس عشر في يوليو 2022. سيعود اسم شوبكينز إلى العبوة بعد غيابه عن الموسمين السابقين وكان له أيضًا موضوع سناك تايم.

- الموسم السابع عشر: صدر الموسم السابع عشر في يناير 2023. واصل هذا الموسم موضوع "وقت الوجبات الخفيفة" من الموسم السابق. وشهد الموسم عودة فئة الفواكه والخضروات المحبوبة والتي لم تكن موجودة في موسم شوبكينز لما يقرب من خمس سنوات وقت الإصدار. كما كانت الإصدارات الخاصة لهذا الموسم هي كرات الهواء البيضاء الغامضة التي تتغير ألوانها بمجرد وضعها في الماء.

## الشركات الفرعية

### شوبكينز شوبيز
شوبكينز شوبيز أول منتج فرعي من شوبكينز صدر في أكتوبر 2015 هو خط من الدمى مقاس 5 بوصات تتميز بفتيات مراهقات بشعر ملون قابل للتمشيط وإكسسوارات وشوبكينز حصري بعنوان شوبكينز بي أف أف أس ولها موضوعات مثل الطعام والزهور والحيوانات والأزياء. حيث تأتي الدمى أيضًا مع رموز في آي بي (وهي بطاقات أو مجلات صغيرة أو مذكرات سرية [أسرار ليل' فقط] حسب الخط) والتي يمكن استخدامها لتطبيق شوبكينز وورلد. يتكون الخط الأصلي من ثلاث دمى جيسيكيك وبابليشا وبوبيت على التوالي وأضيف لاحقًا اثنين من شوبيس جديدين بيبا-مينت ودوناتينا في ديسمبر 2015. كما أنتجت خطوط منفصلة من الدمى بما في ذلك كور شوبيس وستايل شوبيس. حيث عثر على بعضها أيضًا في مواسم مختلفة. وصُنعت أيضًا دمى بإصدارات خاصة وكانت أول دمية جيما ستون التي سُميت تيمنًا بشخصية شوبكين التي تحمل الاسم نفسه، قد طُرحت حصريًا في وول مارت في نوفمبر 2016 ضمن عروض الجمعة السوداء. وبدءًا من عام 2018 ومع دمية شوبي شانديليا ذات الإصدار الخاص الثانية طُرحت دمى شوبي ذات الإصدار الخاص سنويًا، ثم بدءًا من أكتوبر كدمى حصرية في تارجت. وبدءًا من عام 2016 توافرت دمى شوبي ذات الإصدار المحدود أيضًا خلال فعاليات معرض سان دييغو كوميك كون حتى عام 2018. وبعد إصدار كيندي كيدز توقف إنتاج السلسلة بصمت، وصدرت دمية شوبي الأخيرة وينتر فروست في أكتوبر 2020.
شوبيز
- بابليشا (أكتوبر 2015)
- جيسكيك (أكتوبر 2015)
- بوبيت (أكتوبر 2015)
- دوناتينا (ديسمبر 2015) *حصريًا في تويز آر أس*
- بيبا مينت (ديسمبر 2015)
- كيت قوس قزح (يونيو 2016)
- سارة سوشي (يونيو 2016)
- بام كيك (يونيو 2016)
- زنبق الأناناس (أغسطس 2016) *حصريًا لتارجت*
- بوبيت (أغسطس 2016)
- كيرستيا (ديسمبر 2016)
- بيروتا (ديسمبر 2016)
- ليبي لولو (يناير 2017)

كور شوبيز
- كوكوليت (فبراير 2017)
- بتلات الأقحوان (فبراير 2017)
- لوسي سموثي (فبراير 2017)
- بولي بوليش (فبراير 2017)
- مارشا ميلو (يونيو 2017)
- بيبا ميلون (يونيو 2017)
- تفاح الزهر (أغسطس 2017)
- ميلودين (أغسطس 2017)
- كوكو كوكي (يناير 2018)
- فريا فرويو (يناير 2018)
- ليموني لايمز (يناير 2018)
- ماكايلا ويش (يناير 2018)

ستايل شوبيز
- لوليتا بوبس (مايو 2018)
- بومي (مايو 2018)
- الخوخ الصيفي (مايو 2018)
- جاسينتا (يونيو 2018)
- بانكور (أغسطس 2018)
- شجرة النخيل (أغسطس 2018)
- ساندي شورز (أغسطس 2018)
- بيري ديليش (ديسمبر 2018)
- جوز الهند (ديسمبر 2018)
- جزيرة الكركديه (ديسمبر 2018)
- بوبسي بلو (ديسمبر 2018)
- كريستال سنو (مايو 2019) *حصريًا في المملكة المتحدة*
- المروج المشمسة (مايو 2019) *حصريًا في المملكة المتحدة*
- راديو ريانا (مايو 2019) *حصريًا في المملكة المتحدة*
- نعال إليرينا (مايو 2019) *حصريًا في المملكة المتحدة*

الشيف كلوب
- بابليشا (أكتوبر 2016)
- دوناتينا (أكتوبر 2016)
- جيسكيك (أكتوبر 2016)
- بيبا مينت (أكتوبر 2016)

جوين ذا بارتي
- بريدي (فبراير 2017)
- كيت قوس قزح (فبراير 2017)
- روزي بلوم (فبراير 2017)
- تيارا سباركلز (فبراير 2017)
- إبريق شاي تيبي (فبراير 2017)
- زنبق الأناناس (أبريل 2017)
- بريتي بريسي (أبريل 2017)

وورلد فاكيشين
- جيسكيك (يونيو 2017)
- ماسي ماكارون (يونيو 2017)
- سباغيتي سو (يونيو 2017)
- زوي زوم (يونيو 2017) *حصريًا لدى تويز آر أس*
- بيبا مينت (يوليو 2017)
- بابليشا (أغسطس 2017)
- سارة سوشي (أغسطس 2017)
- كورالي (أغسطس 2017)
- دوناتينا (أكتوبر 2017)
- بينكي كولا (أكتوبر 2017)
- كيت قوس قزح (أكتوبر 2017)
- روزا بينياتا (أكتوبر 2017)
- سكايانا (نوفمبر 2017) *حصريًا في وول مارت*

وايلد ستايل
- بيلا بو (يناير 2018)
- جيسكيك (يناير 2018)
- ليبي لولو (يناير 2018)
- ميا ميلك (يناير 2018) *حصريًا لدى تويز آر أص*
- ميستابيلا (يناير 2018)
- بيروتا (يناير 2018)
- كيت قوس قزح (يناير 2018)
- حلويات كاندي (مارس 2018)
- دوناتينا (مارس 2018)
- بيبا مينت (مارس 2018)
- بيبا ميلون (مارس 2018)
- قلوب فالنتينا (مارس 2018)

أسرار ليل'
- دوناتينا (أغسطس 2018)
- جيسكيك (أغسطس 2018)
- مارشا ميلو (أغسطس 2018)
- بيبا مينت (أغسطس 2018)
- كيت قوس قزح (أغسطس 2018)
- سيا شل (سبتمبر 2018)
- تيا تايجرليلي (سبتمبر 2018)
- بيلا بو (يناير 2019)
- جيني لانترن (يناير 2019)
- ليبي لولو (يناير 2019)
- بيرلينا (يناير 2019)
- كوكوليت (مايو 2019)
- بوبيت (مايو 2019)

ريل ليتلز
- كريسي بافس (أغسطس 2019)
- كعكات ستايسي (يناير 2020)

حصريًا لـأس دي سي سي
- جيسكيك (يوليو 2016)
- بابليشا (يوليو 2017)
- تشيب شوك (يوليو 2018)
- بيبا مينت (يوليو 2018)

حصريًا في المتجر
- بابليشا (سبتمبر 2016) *حصريًا من كوهل*
- جيما ستون (نوفمبر 2016) *حصريًا في وول مارت*
- بريتي بريسي (سبتمبر 2017) *حصريًا لكحل*
- لوسي سموثي (سبتمبر 2017) *حصريًا لدى كوستكو*
- بولي بوليش (سبتمبر 2017) *حصريًا لدى كوستكو*
- بيروتا (نوفمبر 2017) *حصريًا على أمازون*
- كوكوليت (يونيو 2018) *حصريًا عالميًا*
- بريدي (سبتمبر 2018) *حصريًا في كوستكو*
- ماسي ماكارون (سبتمبر 2018) *حصريًا لدى كوستكو*
- شانديليا (سبتمبر 2018) *حصريًا في تارجت*
- بابليشا (نوفمبر 2018) *حصريًا في وول مارت*
- بيبا ميلون (يناير 2019) *حصريًا لتارجت*
- أنجيليك ستار (أكتوبر 2019) *حصريًا في تارجت*
- وينتر فروست (أكتوبر 2020) *حصريًا لتارجت*

### أماكن سعيدة
صدر الجزء الثاني من سلسلة شوبكينز "أماكن سعيدة" في أغسطس 2016. وتضم السلسلة العديد من مجموعات الألعاب مثل المنازل والمباني الأخرى ويمكن تزيينها بأثاث بيتكنز. احتوت مجموعات الأثاث في السلسلة على وجوه شوبكينز وتميزت بطابع مستوحى من حيوانات مختلفة. كما صُنعت دمى شوبكينز أصغر حجمًا بعنوان "الشوبيز الصغيرة". كما أُنتجت نسخة ديزني من السلسلة. وتتضمن السلسلة أيضًا مجموعات ألعاب حصرية في المتاجر بما في ذلك مجموعات ألعاب "سباركل هيل" (حصرية في وول مارت) ومجموعة "أفضل ليلة أفلام" التي تضم دمى "جيسيكيك" و"بوبيت" "الشوبيز الصغيرة" (حصرية في بيج دبليو). كما كان الشعار الأصلي "زيّن منزلك بوجه صغير لطيف!"، ثم تغير هذا الشعار لاحقًا إلى "حوّل أي مساحة إلى مكان جميل!". وبعد إنتاج سبعة مواسم فقط توقف إنتاج السلسلة في عام 2020.
الموسم الأول: ويف الأولى
- بوبيت (البيت السعيد)
- بابليشا (حزمة ترحيب أرنب الاستحمام)
- كوكو كوكي (حزمة ترحيب كيتي كيتشن)
- جيسكيك (حزمة ترحيب الدب الحالم)
- كيرستيا (متجر الجراء الصغير)
- ليبي لولو (الأرنب الصغير المستحم)
- ميلودين (الدب الحالم ليل شوبي)
- كيت رينبو (كيتي كيتشن ليل شوبي)
- سارة سوشي (بابي بارلور ليل شوبي)
- سباغيتي سو (كيتي كيتشن ليل شوبي)

الموسم الأول: ويف الثانية
- لوسي سموثي (سباركل هيل هابي هوم)
- كريستينا آبلز (حفل عشاء كيتي ليل شوبي)
- راديو ريانا (حفلة الدب النائم ليل شوبي)
- تيارا سباركلز (حفل عشاء كيتي ليل شوبي)

الموسم الثاني: ويف الأولى
- بيبا مينت (حوض السباحة وشرفة التشمس)
- ميلي موبس (حزمة ترحيبية لغسيل الملابس على شكل أرنب)
- كويني هارتس (حزمة ترحيبية لـ "موسي هانج آوت")
- روزي بلوم (حزمة ترحيب بالجرو في الفناء)
- حلوى الحلوى (حفلة الدب النائم ليل شوبي)
- تشيز برجر تشيلسي (بابي بارلور ليل شوبي)
- كوكوليت (الدب الحالم الصغير شوبي)
- بتلات الأقحوان (بابي باتيو ليل شوبي)
- بولي بوليش (الأرنب الصغير الذي يستحم)
- إبريق شاي تيبي (مطبخ كيتي الصغير)

الموسم الثاني: ويف الثانية
- فريا فرويو (بابي باتيو ليل شوبي)
- ماسي ماكارون (كيتي كيتشن ليل شوبي)
- لغز بيا (موسي هانج آوت ليل شوبي)

### سيارات جميلة
صدرت النسخة الفرعية الثالثة "سيارات كيوتي" في أغسطس 2017. وتضمنت السلسلة سيارات وشخصيات شوبكينز مصغّرة لركوبها. حيث حملت السيارات وجوه شوبكينز وموضوعات مثل الطعام والأزياء والإكسسوارات. كما أُنتجت إصدارات محدودة قبل الموسم الثالث بالإضافة إلى مجموعة حصرية من معرض سان دييغو كوميك كون وتضمّنت سيارتي "جولدن كيوتي" عام 2018. ثم ابتداءً من الموسم الثالث طوّرت موس "سيارات كيوتي متغيرة الألوان" و"سيارات كيوتي الخيالية متغيرة الألوان" في الموسم الرابع. إن شعار السلسلة هو "أحب سيارات كيوتي". وبعد إنتاج أربعة مواسم فقط توقف إنتاج السلسلة عام 2020.
الموسم الأول
يتضمن الموسم الأول من كيوتي كارز ما يلي:
حزم فردية
- كب كيك كروزر
- متسابق رقائق الشوكولاتة
- بذور الفراولة السريعة
- رواد السينما الفشار
- دونات إكسبريس
- سكوتر صنداي
- ليموزين ليمون
- عجلات تفاح بيلي
- تاكو السفر
- مصد الموز
- موتور ميلون
- عربة الزبادي المجمدة
- سيارة أحلام الآيس كريم
- ماكينة جيلي بين
- مصاصة ناعمة
- هوت دوج هوت رود
- نودلز زومي
- جيلي جوي رايد
- ميلك موفر
- برجر بامبي
- أمنيات ويلي

مجموعة الفواكه السريعة
- اندفاع البرتقال
- كيوي كيوتي
- أناناس زابي

مجموعة حلوى كومبو
- كاندي كومبي
- عداء النعناع
- سيارة كاندي هارت

مجموعة فريزي رايدرز
- انحراف ناعم
- كوب الفراولة
- مصاصة زيبي

مجموعة مخبز بامبر
- سيارة الدفع الرباعي السعيدة بي.
- عجلات الشوكولاتة والكرز
- راكب قوس قزح

سيارات فائقة الأناقة بإصدار محدود
- عارضة أزياء مبهرة
- عداء سريع متخفي
- رويال رودستر

خدمة السيارات
- صودا ويزي

الموسم الثاني
تم إصدار الموسم الثاني من كيوتي كارز في يناير 2018. وهي تتضمن:
حزم فردية
- كوستر محمص
- قرع بيك اب
- فواكه الصيف السريعة
- موتو جيلاتو
- عربة التجميل
- كوبيه الباليه
- اندفاع استوائي
- كيسي كاب
- هاترود
- ويلي سنيكي
- هدية دريفتر
- دونات جو جو
- يو جو كارت
- بوبي بيبس
- كرواسون التوت السريع
- أبل موبايل
- الأسطوانة الجليدية
- بيك آب زبدة الفول السوداني
- كعكة رين جو
- رحلة فطيرة التفاح
- كاسر القلب
- مطاردة كوكي

سيارات بريشوس رايد ذات الإصدار المحدود
- كنز القيادة
- ملكة الليموزين
- أحجار كريمة متدحرجة

مجموعة فنانات جميلات
- سكوتي توتو
- زيبي ليبي
- ميلودي موفر

مجموعة سبيدي ستايل
- حذاء رياضي للشارع
- قبعة كروزي
- سيارة صني سيدان

مجموعة سائقي الحلويات
- فواكه زومر
- مطارد فطيرة الكرز
- رحلة بانانا سبليت

مجموعة أصوات الإفطار
- شاحنة منبثقة
- كرواسون كرويسي
- بيغل بيبر

### أسرار ليل'
صدر الجزء الرابع الفرعي "أسرار ليل'" في أغسطس 2018. ويشبه هذا الخط سلسلة "بولي بوكيت"، إذ يتضمن ميداليات وهي مجموعات ألعاب تأتي مع شخصيات تيني شوبيز وتيني شوبكينز. كما أُنتجت شخصيات شوبيز بحجم عادي. ابتداءً من الموسم الثالث أُطلقت متاجر صغيرة ومنازل باسم "متاجر سرية". كانت موضوعات الموسمين الثاني والثالث هي "حفلات منبثقة" و"مفاتيح المتاجر" على التوالي. مع إنتاج أربعة مواسم فقط توقف إنتاج هذا الخط في عام 2020.
أقفال سرية
- حلوى حلوة جدًا مع لوليتا بوبس (أغسطس 2018)
- دونات ستوب مع دوناتينا (أغسطس 2018)
- مخالب جميلة مع بيل (أغسطس 2018)
- بتلات جميلة مع بتلات الأقحوان (أغسطس 2018)
- كب كيك جريت بيكس مع جيسيكيك (أغسطس 2018)
- صالون مكياج مع ليبي لولو (أغسطس 2018)
- عصائر فواكه لذيذة مع زنبق الأناناس (أغسطس 2018)
- آيس كريم سكوبس لطيف مع نكهة النعناع (أغسطس 2018)
- استوديو رقص رقيق مع بيروتا (أغسطس 2018)
- سبا الجمال الفوار مع بوب ليا (يناير 2019)
- صالون شعر الأميرة مع بابليشا (يناير 2019)
- حفل الطاووس مع شانديليا (يناير 2019)
- حفلة حديقة القلوب الجميلة مع بريدي (يناير 2019)
- مقهى "جيني ديليش ويش" مع جيما ستون (يناير 2019)
- أزياء الجنيات الرائعة مع بومي (يناير 2019)

الميداليات السرية
- جنة البيتزا مع سباغيتي سو (أغسطس 2018)
- سوق المزارعين المحليين مع الخوخ الصيفي (أغسطس 2018)
- متجر ليل جيجلز للأطفال مع ميا ميلك (أغسطس 2018)
- بوتيك صغير مع بيلا فيو (أغسطس 2018)
- مجوهرات ليل جيمز مع بريق التاج (أغسطس 2018)
- تايني تونز ميوزيك مع ميلودين (أغسطس 2018)
- بار سويرلز فرويو مع فريا فرويو (أغسطس 2018)
- أحلام النزهة مع فالنتينا هارتس (أغسطس 2018)
- مدرسة روك بول للسباحة مع كورالي (أغسطس 2018)
- كعكة عيد ميلاد جنية مع أمنية ماكيلا (يناير 2019)
- بوتيك باترفلاي نيل مع بولي بوليش (يناير 2019)
- نزهة في بلاد العجائب مع كويني هارتس (يناير 2019)
- مسرحية تنكرية مع هولي وود (يناير 2019)
- مغامرة حورية البحر مع ستارلا (يناير 2019)
- بار روديو سموثي مع لوسي سموثي (يناير 2019)

شوبيز
- دوناتينا (أغسطس 2018)
- جيسكيك (أغسطس 2018)
- مارشا ميلو (أغسطس 2018)
- بيبا مينت (أغسطس 2018)
- مجموعة لعب كيت قوس قزح مع مخبأ غرفة النوم (أغسطس 2018)
- سيا شيل (أغسطس 2018)
- تيا تايجرليلي (أغسطس 2019)
- بيلا بو (يناير 2019)
- جيني لانترن (يناير 2019)
- ليبي لولو (يناير 2019)
- بيرلينا (يناير 2019)
- كوكوليت (يناير 2019)
- بوبيت (يناير 2019)

المتاجر السرية
- مقهى روزي بلوم مع روزي بلوم (يونيو 2019)
- مقهى كول سكوبس مع بوبسي بلو (يونيو 2019)
- متجر حلوى سويت ريتريت مع حلوى كاندي (يونيو 2019)
- استوديو رقص الخطوات السعيدة مع أحذية إليرينا (يونيو 2019)
- جيم أون آركيد مع بريتي بريسي (يونيو 2019)
- مخبز سبرنكلز سربرايز مع رشات (يونيو 2019)
- صالون لاما الرائع مع بومي (يناير 2020)
- مخبز الأرنب المضحك مع فريا فرويو (يناير 2020)
- مقهى القطط اللطيفة مع كوكيز جوز الهند (يناير 2020)
- متجر سلاش البطريق مع بينكي كولا (يناير 2020)

علامات الحقيبة السرية
- العطور الثمينة مع جاسينتا (يونيو 2019)
- توقف لتناول الدونات اللذيذة مع دوناتينا (يونيو 2019)
- مطعم برجر بايت داينر مع تشيز برجر تشيلسي (يونيو 2019)
- مطعم بلوسوم سوشي مع سارة سوشي (يونيو 2019)
- عيادة تيني باوز البيطرية مع الأميرة موندريم (يونيو 2019)
- مقهى سويت بيتيت مع ماسي ماكارون (يونيو 2019)

مجموعات اللعب
- مركز تسوق صغير سري مع غلوسي ورينبو كيت (يونيو 2019)

### كيندي كيدز
كيندي كيدز هي خامس لعبة فرعية من سلسلة شوبكينز صدرت في أغسطس 2019 وتتميز بدمى شوبيز في مرحلة الطفولة وشعارها "ياي! هيا نلعب!". تضمنت المجموعة دمى شوبيز بطول 10 بوصات في مرحلة الطفولة تتميز برأس متحرك وعيون لامعة بالإضافة إلى دميتين شوبكينز حصريتين تعملان بسحر عند اللعب بهما. كما صدرت مجموعات لعب متنوعة تحت اسم كيندي فن. وبخلاف بقية منتجات السلسلة فإن مجموعة دمى كيندي كيدز مصممة لمرحلة ما قبل المدرسة. حيث أن هذه هي المجموعة الوحيدة من سلسلة شوبكينز التي لا تزال مستمرة.
تتضمن قائمة الدمى التي أصدروها ما يلي:
أصدقاء وقت الوجبات الخفيفة
- جيسكيك (أغسطس 2019)
- دوناتينا (أغسطس 2019)
- بيبا مينت (أغسطس 2019)
- مارشا ميلو (أغسطس 2019)
- كيت قوس قزح (ديسمبر 2019)
- خوخ الصيف (فبراير 2020)

وقت المرح مع الأصدقاء
- سيندي بوبس (أغسطس 2020)
- ميستابيلا (أغسطس 2020)
- بيلا بو (فبراير 2021)
- بيروتا (فبراير 2021)

تلبيس الأصدقاء
- دوناتينا (أغسطس 2020)
- مارشا ميلو (أغسطس 2020)

فرن كيندي فن
- دوناتينا (أغسطس 2020)
- خوخ الصيف (أغسطس 2020)
- بيلا بو (أغسطس 2021)

الأخوات الكبيرات المعطرات
- بيري ديليش (أغسطس 2021)
- بيرلينا (أغسطس 2021)
- تيارا سباركلز (أغسطس 2021)
- حلويات كاندي (فبراير 2022)
- فلورا فلاترز (فبراير 2022)
- أجنحة أنجلينا (أغسطس 2022)
- تروبيكالا (أغسطس 2022)

حلويات الأصدقاء
- بابليشا (أغسطس 2021)
- سيسي كاندي (أغسطس 2021)

أخوات الأطفال المعطرات
- ميني ميلو (أغسطس 2021)
- بلوسوم بيري (أغسطس 2021)
- تيارا تيني (أغسطس 2021)
- بوبي بيرل (أغسطس 2021)
- بوني بابلز (أغسطس 2021)
- كعكة كيوتي (أغسطس 2021)
- ميرابيلا (أغسطس 2021)
- حلويات الباستيل (فبراير 2022)
- فيفي فلاترز (فبراير 2022)
- باتيكاكي (أغسطس 2022)
- ويني وينجز (أغسطس 2022)
- تولا تروبيكس (أغسطس 2022)
- ميمي مينت (فبراير 2023)

سحر التلبيس
- جيسكيك وباتيكك فيري (أغسطس 2022)
- مارشا ميلو وميني ميلو يونيكورن (أغسطس 2022)
- أنجلينا وينجز وويني وينجز أنجل (أغسطس 2022)
- حورية البحر تروبيكارلا وتولا تروبيكس (أغسطس 2022)
- سرج قوس قزح ستار وميستابيلا (أغسطس 2022)
- بيبا مينت وميمي مينت بيكسي (فبراير 2023)

عرض وإخبار الحيوانات الأليفة
- بابكين الجرو (فبراير 2021)
- مارلو الأرنب (فبراير 2021)
- تيا الكوالا (فبراير 2021)
- كاترينا القطة (فبراير 2021)

حيوانات أليفة للحفلات
- كابي بوبي (أغسطس 2022)
- كيتي ميلو (أغسطس 2022)
- تروبي كوالا (أغسطس 2022)
- بوبسي مينت (فبراير 2023)

مجموعات ألعاب الدمى
- متعة العودة إلى المدرسة مع جيسكيك (صيف 2020)
- شيفر آند شيك راينبو كيت (أغسطس 2020)
- الأطباء يرتدون ملابسهم مع مارشا ميلو (أغسطس 2020؛ حصريًا على تارجت)
- فرن كيندي المرح (إصدارات دوناتينا وسمر بيتشز في أغسطس 2020 وإصدار بيلا بو في أغسطس 2021)
- سكوتر كيندي فان للتوصيل (إصدار 2020 حصري لنادي بي جيه ز هولسيل كلوب يأتي مع مارشا ميلو الأصلي وسكوتر التوصيل الملون)
- حقيبة الطبيب مع كيت قوس قزح (أغسطس 2022)
- حفل شاي مع كيرستيا (أغسطس 2022)

### كيندي كيدز مينيز
أنتجت كيندي كيدز منتجًا فرعيًا بعنوان كيندي كيدز مينيز والذي تضمن نسخًا مصغرة من الدمى مقاس 10 بوصات مع الحفاظ على ميزة الرأس المتحرك والعيون البراقة. كما صُنعت مجموعات ألعاب متنوعة تضم مركبات مثل الدراجات البخارية والدراجات النارية والسيارات بالإضافة إلى مجموعة ألعاب حافلة مدرسية كل منها بشخصيات مصغرة حصرية. وطُرحت هذه المجموعة في أوائل يناير 2021 (أمازون) وفبراير 2021 (متاجر التجزئة) على التوالي.
الموسم الأول
- مارشا ميلو (فبراير 2021)
- كيت قوس قزح (فبراير 2021)
- خوخ الصيف (فبراير 2021)
- ليبي لولو (فبراير 2021)
- سيندي بوبس (فبراير 2021)
- بيروتا (فبراير 2021)

الموسم الثاني
- جيسكيك (أغسطس 2021)
- دوناتينا (أغسطس 2021)
- ميستابيلا (أغسطس 2021)
- بيري ديليش (أغسطس 2021)
- بيرلينا (أغسطس 2021)
- تيارا سباركلز (أغسطس 2021)

الموسم الثالث
- حلويات كاندي (فبراير 2022)
- فلورا فلاترز (فبراير 2022)

مركبات كيندي ميني
- سيارة دوناتينا (فبراير 2021)
- طائرة كيت قوس قزح (فبراير 2021)
- سكوتر ليبي لولو (فبراير 2021)
- سكوتر بيبا مينت (فبراير 2022)

مجموعات اللعب
- حافلة المدرسة المزخرفة مع مارشا ميلو (فبراير 2021)
- كرنفال يونيكورن قوس قزح مع كيت قوس قزح (أغسطس 2021)

## ميديا

### سلسلة الويب
في أغسطس 2014 بنت شركة ألعاب الموظ الوعي بالعلامة التجارية عن طريق مقاطع فيديو الرسوم المتحركة القصيرة لـشوبكينز على قناتها على يوتيوب عالم شوبكينز (المعروفة الآن باسم فرقة موس تيوب للترويج لألعاب موس الأخرى) ولكن مقاطع فيديو يوتيوب للمستهلكين وهم يفتحون الألعاب ويلعبون بها هي التي ساعدت في جلب الخط إلى الصدارة السائدة. توزع شركة وايلدبرين الكندية الحلقات على قناة وايلدبرين - كيوتي كارتونز. وسينتهي المسلسل بعد 85 حلقة أثناء إصدار الموسم العاشر. أصدر المسلسل في 23 يونيو 2014 وانتهى في 4 أكتوبر 2018.

### أفلام
أصدر فيلم رسوم متحركة بعنوان شوبكينز: نادي الشيف على ديجيتال اتش دي في 18 أكتوبر 2016 وعلى دي في دي في 25 أكتوبر 2016 بواسطة يونيفرسال بيكتشرز هوم إنترتينمنت للترويج للألعاب للموسم السادس. وحصل الفيلم على مراجعات إيجابية في الغالب مع أن بعض المراجعين أبدوا مخاوف بشأن الاستهلاك الصريح. وتبلغ مدة فيلم شوبكينز: نادي الشيف 44 دقيقة.
عُرض الجزء الثاني من الفيلم "شوبكنز: عطلة عالمية" في دور العرض الأسترالية في 5 أكتوبر 2017 ثم على أقراص رقمية عالية الدقة وأقراص دي في دي في 17 أكتوبر 2017 لشركة يونيفرسال بيكتشرز هوم إنترتينمنت للترويج للألعاب للموسم الثامن وهو أيضًا أول فيلم يضم نجمة ضيفة وهي اليوتيوبر كوكي سويرل سي. حيث تبلغ مدة فيلم "شوبكنز: عطلة عالمية" 70 دقيقة. وعُرض الجزء الثاني "شوبكنز: وايلد" في دور العرض الأسترالية في 1 مارس 2018 ثم على أقراص رقمية عالية الدقة وأقراص دي في دي في 17 أبريل 2018 لشركة يونيفرسال بيكتشرز هوم إنترتينمنت للترويج للألعاب للموسم التاسع. تبلغ مدة لعبة شوبكينز: وايلد 74 دقيقة.
كانت أفلام شوبكينز متاحة أيضًا على نتفلكس، ومع ذلك تمت إزالة جميع أفلام شوبكينز في 15 نوفمبر 2020 حيث كانت متاحة لمدة 24 شهرًا فقط.

#### الملخص
الحياة في شوبفيل ليست عادية لكن الأمور على وشك أن تصبح استثنائية مع وصول نادي الطهاة. فلكي يقبلوهم في النادي سيتعين على الشوبيز التنافس لإظهار مهاراتهم في الطبخ!

#### الطاقم الصوتي
- كاساندرا لي موريس في دور جيسكيك وستروبيري توبس
- آبي تروت في دور دوناتينا
- مارييف هيرينغتون في دور بيبا مينت وبيسي بول وبانشو باناناناس
- ماري ديفيروكس بدور بيبا مينت (صوت الغناء)
- إيريكا هارلاشر في دور بابليشا ونينا نودلز وميس سبرينكلز
- كيت مورفي بدور ليبي ليبس وشوكولاتة شيكي وكوكي كُكي وأبل بلوسوم
- ديفيد لودج في دور غوم غوم جري

#### الملخص
احصل على بطاقة صعودك وانطلق في رحلة حول العالم مع شوبيز وشوبكنز المفضلين لدينا. واستمتع بعطلة مع المجموعة حيث يقابلون قطاع طرق مجانين ويخوضون مغامرات أكثر جنونًا! فعندما تُعلق كوكي ككي في سرقة ألماس وتختفي يجب على الشوبيز الانطلاق في مطاردة جامحة حول العالم للعثور عليها والمساعدة في إعادة "ماسة المتجر" إلى مالكها الملكي. شاهدهم وهم يخوضون تحديات مذهلة ويواجهون معجبي كوكيز في محاولة لتبرئة اسمها. اربط حزام الأمان لعطلة عالمية لا تُنسى!

#### الطاقم الصوتي
- كاساندرا لي موريس في دور جيسكيك
- آبي تروت في دور دوناتينا
- بريانا بلانتانو في دور بيبا مينت وبانشو باناناناس
- إريكا هارلاشر في دور بابليشا
- كيت مورفي بدور تشيكي تشوكليت وستروبيري كيس وليبي ليبس وأبل بلوسوم وكوكي كُكي
- بريانا نيكربوكر في دور مايسي ماكارون
- ريبا بور في دور كريسبي
- دوغ إيرهولتز في دور كرامبلي
- شيرامي لي في دور سكايانا
- تارا ساندز في دور بينكي كولا
- ديفيد لودج في دور الأدميرال روبوت
- كوكي سويرل سي في دور المعجب الغريب

#### الملخص
انطلق في مغامرة شيقة إلى باوفيل للقاء الشوبيتس! فعندما تجند نجمتا السينما الشهيرتان سكارليتا جاتو وروبي بليز عصابة شوبفيل لإنقاذ الشوبيتس ينطلقون في رحلة عبر الغابة ويكتشفون عالم باوفيل المذهل. ولكن باوفيل والشوبيتس لا يحتاجون إلى إنقاذ وفجأة يصبح كل ما تقوله سكارليتا كما يبدو! ماذا يحدث؟ هل يتحد الشوبكنز والشوبيتس والشوبيتس لحل اللغز؟ اعثر على قبيلتك واستعد لمغامرة برية لا مثيل لها!

#### الطاقم الصوتي
- كاساندرا لي موريس في دور جيسكيك
- آبي تروت في دور دوناتينا
- بريانا بلانتانو في دور بيبا مينت وبانشو باناناناس
- أرييل تولياو بدور بيبا مينت (صوت الغناء)
- كايلي ميلز في دور رينبو كيت
- كيت مورفي بدور تشيكي تشوكليت وليبي ليبس وأبل بلوسوم وكوكي كُكي
- لورا ستال في دور سكارليتا جاتوه
- فيليس سامبلر في دور روبي بليز
- ريان بارتلي في دور كعكة الجراء وقوس الأرنب
- جاكي لاسترا في دور مينتي باوز
- ريبيكا ديفيس في دور دنكان وكلوفر
- سارة ويليامز في دور بيانكا بانانا
- مارك ويتن في دور بروس وسبايك
- أليجرا كلارك في دور ميستابيلا

### التطبيقات
مرحبًا بكم في عالم شوبفيل/شوبكينز
أول تطبيق شوبكينز: مرحبًا بكم في شوبفيل (الذي أُعيدت تسميته لاحقًا بـ عالم شوبكينز) كان تطبيقًا مجانيًا صدر عام 2015. في اللعبة يمكن للاعب استكشاف العديد من المتاجر في شوبفيل (مثل متجر محل خبز الكب كيك ومتجر متجر الحلوى) ويمكنه أيضًا لعب الألعاب المصغرة. يمكنهم أيضًا فتح شوبكينز عن طريق فتح الصناديق المصغرة أثناء جمع العملات المعدنية من الألعاب ويمكنهم أيضًا عرض مجموعتهم. إن اللعبة متوافقة أيضًا مع رموز في آي بيه الخاصة بـ شوبيز حيث يمكن للاعبين كتابتها في مجموعة شوبكينز الخاصة بهم لفتح مكافآت مثل شوبكينز المتنوعة والحصرية لـشوبيز. أضيفت متاجر جديدة في التحديثات اللاحقة بما في ذلك متاجر تستند إلى عدة مواسم من شوبكينز للترويج للمواسم الجديدة. وفي عام 2017 أضيف مقهى مما يسمح للاعبين بتخصيص المنطقة عن طريق شراء أثاث بعملة جديدة وهي جواهر على شكل قلب ومنطقة كؤوس حيث يمكن للاعبين التحقق من مجموعة الكؤوس الخاصة بهم بالإضافة إلى تغيير العملاء إلى أي شخصية شوبكينز يريدونها. وإدخال رموز في آي بيه لدمى شوبيز لأول مرة يُتيح فتح امتداد للمقهى وهو منطقة مخصصة لكبار الشخصيات وبالإضافة إلى المزيد من شخصيات شوبكينز وبالإضافة إلى شوبيز. كما كانت جميع المتاجر المعروضة في اللعبة مجانية في البداية حتى التحديث المذكور عام 2017 والذي تضمن أيضًا المزيد من عمليات الشراء داخل التطبيق حيث يمكن للاعبين إكمال مهام شوبكينز المختلفة وجمع المفاتيح لفتح المتاجر وبالإضافة إلى إضافة معالم لميزات مختلفة لجمع الجوائز وإزالة متاجر مثل متجر كب كيك بيك وحديقة الحيوانات الأليفة (مع أن الوصف الرسمي الحالي لا يزال يذكر متجر كب كيك بيك) وإضافة ميزات أخرى. وورود شكاوى حول ميل التطبيق للتعطل أحيانًا بالإضافة إلى خلل فني آخر مما أثار انتقادات في العديد من المراجعات.
شوبكينز: تسوق وابحث
صدرت لعبة شوبكينز: شوب أن’ سيك في أواخر عام 2020 وطوّرتها بليبد. ففي اللعبة يمكن للاعب لعب دور إحدى شخصيات شوبيز لزيارة عالم الواقع المعزز وجمع والعثور على شوبكينز في كل مكان بالإضافة إلى عملات معدنية لفتح عوالم أخرى وشخصيات شوبيز أخرى. كما تحتوي بعض العوالم أيضًا على شوبكينز حصرية للعثور عليها. بعد ذلك يمكن للاعب اللعب بـشوبكينز الخاصة به في الواقع المعزز في أي مكان باستخدام وضع اللعب. كما يمكنه رؤية مجموعة شوبكينز الخاصة به. وفي الإصدار الأول يجب على اللاعب تسجيل الدخول بمعلوماته الشخصية ولكن نظرًا للانتقادات في المراجعات فإن اللعبة مجانية تمامًا ويمكن للاعبين الجدد تنزيلها دون تسجيل الدخول.
تطبيقات أخرى
أصدروا المزيد من التطبيقات بما في ذلك تطبيقات جري متنوعة لجمع العملات. كما أصدروا بعض التطبيقات لموسم خاص بما في ذلك تطبيقات للموسمين السادس والثامن.

## البضائع المرخصة

### الملابس
صُنعت خطوط ملابس متنوعة للأطفال مستوحاة من شوبكينز وكيندي كيدز. كما وصُنعت تيشيرتات لصندوق اشتراك شوبكينز دايركت. أيضاً أتيحت إكسسوارات وحقائب ومستحضرات تجميل وغيرها من المنتجات ذات الصلة.

### رقائق الذرة
أنتجت شركة كيلوجز حبوب إفطار مستوحاة من شوبكينز في عام 2019 وذلك استنادًا إلى مجموعة كيوتي أوه ز الصغيرة الحصرية للمجموعة والتي أصدروها خلال الموسم الـ 12. حيث تتميز كل علبة حبوب إفطار بمشاهد لعب مختلفة مما يسمح للناس بجمع المشاهد الخمسة كلها.

### الكتب والمجلات
تعاونت شركة ألعاب الموظ مع ناشري الكتب مثل سكولاستيك وسيمون وشوستر لإطلاق سلسلة من كتب الأطفال التي تعرض شوبكينز مثل شوبكينز سكولاستيك: مرحبًا بكم في شوبفيل. كما كانت كتب التلوين والأنشطة متاحة أيضًا.
صدرت سلسلة مجلات شوبكينز عام 2015 وهي لا تزال متوفرة حصريًا في أستراليا والمملكة المتحدة. كما ظهرت شوبكينز في مجلة "سباركل وورلد" من ريدان والموجهة للفتيات من سن 5 إلى 9 سنوات، إلى جانب شخصيات أخرى للفتيات بما في ذلك ماي ليتل بوني ورينبو ماجيك وباربي وبينكاليشوس وبيترفيك ولول سربرايز!، وغيرها. كما يتوفر محتوى متعلق بشوبكنز وريل ليتلز في مجلة "كيوت" الحصرية في المملكة المتحدة والموجهة لفتيات المدارس الابتدائية إلى جانب شخصيات مختلفة مثل ديزني برينسيس وبيني: معهد نيويورك وماي ليتل بوني: حياة المهر وغيرها.

### بطاقات التجميع
أطلقت شركة موس تويز أول مجموعة بطاقات تجارية لها في عام 2015. حيث تحتوي بعض المجموعات عادةً على بضائع حصرية أخرى مثل القلائد وسلاسل المفاتيح.

### تعليمات كين
شوبكينز كينستركشنز هي سلسلة من مجموعات بناء شوبكينز مرخصة من شركة موس ومستوحاة من ألعاب بناء ليغو من إنتاج ذا بريدج دايركت. حيث تأتي مجموعات اللعب أيضًا مع شوبكينز حصرية قابلة للبناء بالإضافة إلى أوتاد إضافية لشوبكينز العادية للوقوف عليها. صدرت هذه السلسلة عام 2015.

### ألعابوجبة هابي ميلمن ماكدونالدز
تعاونت شركة "موس تويز" مع ماكدونالدز لإطلاق دمى شوبكينز حصرية لوجبات هابي ميل في ديسمبر 2015 ومستوحاة بصفة رئيسة من منتجات قسم الأزياء. حيث طُرحت هذه الدمى نفسها في فرنسا عام 2017 ثم في المكسيك عام 2018.
أصدرت ماكدونالدز ألعاب شوبكينز ذات طابع هابي بليسز في يناير 2018 واستنادًا إلى أحد خطوط إنتاجها الفرعية من الألعاب. أصدرت الألعاب لاحقًا في جنوب شرق آسيا.
أطلقت ماكدونالدز مجددًا ألعابًا مستوحاة من شوبكينز في يناير 2019 ومستوحاة من إحدى منتجاتها الفرعية وهي سلسلة ألعاب "كوتي كارز". ولكل سيارة من السيارات الست في هذه السلسلة نوعان مختلفان ما يجعلها مجموعة من 12 سيارة قابلة للتجميع. كما طُرحت هذه الألعاب لاحقًا في المكسيك.

### شوبكينز دايركت
من مايو 2017 إلى مارس 2018 تعاونت شركة موس تويز مع شركة كلتشرفلاي صاحبة ترخيص صناديق الاشتراك للترويج لخدمة شوبكينز دايركت وهي صندوق اشتراك يضم إكسسوارات وسلعا حصرية من شوبكينز والتي وُصفت بأنها خدمة اشتراك ربع سنوية/موسمية تُقدم الإكسسوارات والملابس وغيرها من السلع الحصرية التي تحمل شخصيات شوبكينز. تضمنت محتويات الصندوق منتجات من علامة شوبكينز التجارية مثل الدمى المحشوة ومرطب الشفاه والشخصيات ذات الإصدار المحدود. (بالإضافة إلى ذلك وزعت منتجات شوبكينز الحصرية عبر متاجر شوبكين المؤقتة المنتشرة في أمريكا الشمالية).

## شوبكينز مقلدة
بدأت منتجات شوبكينز المقلدة بالظهور في منتصف عام 2015 تقريبًا بما في ذلك تلك التي تحمل شعار فني سويت أو شوبكينزينز على العبوة والتي قد تشير إلى منتجات شوبكينز بألوان لم تنتجها شركة ألعاب الموظ رسميًا مثل بو هو أونيون باللون الأزرق الفاتح وتشي زي باللون البرتقالي. وقد تكون الأذرع والأجزاء الأخرى مكسورة وقد يتقشر الطلاء بسهولة. ردًا على ذلك صنعت شركة موظ مقطع فيديو رسميًا على قناة شوبكينز الرسمية على يوتيوب حول كيفية اكتشاف منتجات شوبكينز المقلدة. يعرض عدد من البائعين على مواقع الويب منتجات شوبكينز مقلدة يمكن أن تتضمن صورًا للعناصر تحمل علامة شوبكينز التجارية على الأرجح كوسيلة لتجنب إزالة القائمة بموجب سياسات الملكية الفكرية للموقع و/أو المتجر.

### حالات
في منتصف عام 2015 داهمت الشرطة المحلية في الصين مصنعين في مدينة ييوو ينتجان ألعاب شوبكينز مقلدة وأعلنت شركة مووس تويز أنها ستتخذ إجراءات قانونية ضد أي شخص يبيع ألعاب شوبكينز مقلدة بما في ذلك سلسلة من شركات ثريفتواي التي تبيع ألعاب شوبكينز مقلدة.

## في الثقافة الشعبية
كان شوبكينز بمثابة مصدر إلهام لتحدي التصميم في الموسم السادس عشر من بروجكت رنوي.
ظهرت دمى شوبيز وجيسيكيك وبابليشا وبيبا مينت إلى جانب بعض مجموعات اللعب للموسم السادس في حلقة من المسلسل التلفزيوني الكوميدي المتحرك للبالغين روبوت تشيكن.
قام ساشا بارون كوهين شخصية أو أم جي ويزبوي أو أم جي! في سلسلته الساخرة من هو أمريكا؟ بفتح صندوق شوبكينز أثناء إجراء مقابلات مع شخصيات سياسية.
في عام 2019 نُشرت فيديوهات تُظهر دمى شوبيز المُصنّعة باستخدام تطبيق شهير يُعرف باسم غاشا لايف. وتُظهر إحدى جمهورات المعجبين الشهيرة على يوتيوب دمية شوبيز -جيسكيك- التي يُفترض أنها تنتمي إلى الجانب المظلم.
اكتسبت سلسلة ذا ريل ليتلز من شوبكينز (المواسم/الموسم 12-14) شعبية كبيرة على منصات التواصل الاجتماعي مثل تيكتوك ويوتيوبشورتس مع بعض مقاطع فيديو فتح الصناديق التي حصلت على ملايين المشاهدات إلى جانب علامة تجارية مماثلة للألعاب 5 سربرايز ميني براندز من زورو.

## روابط خارجية
- الموقع الرسمي